# (13192) Quine
(13192) Quine es un asteroide perteneciente al cinturón de asteroides descubierto por Paul G. Comba el 31 de enero de 1997 desde el Observatorio de Prescott.

## Designación y nombre
Designado provisionalmente como 1997 BU5, fue nombrado en honor a Willard Van Orman Quine (1908-2000), lógico y filósofo estadounidense, se formó inicialmente en matemáticas y se convirtió en profesor de filosofía en la Universidad de Harvard (1936-1978). Fue un erudito prolífico cuyas contribuciones van desde la lógica matemática hasta un análisis constructivista de la filosofía.

## Características orbitales
(13192) Quine está situado a una distancia media de 2,289 ua, pudiendo alejarse un máximo de 2,615 ua y acercarse un máximo de 1,964 ua. Tiene una excentricidad de 0,142.

## Características físicas
(12032) Ivory tiene una magnitud absoluta de 15,29. Tiene un diámetro de 2,506 km y su albedo geométrico es de 0,257.